# ゲルファント＝マズールの定理
作用素環論において、ゲルファント＝マズールの定理(ゲルファント＝マズールのていり、英: Gelfand–Mazur theorem)とはバナッハ環の基本定理の一つである。単位元を持つ複素バナッハ環が可除環であれば、複素数体と同型であることを主張する。可換なバナッハ環におけるゲルファント理論において、基本的な役割を果たす。定理の名は、定理を導いたポーランドの数学者スタニスワフ・マズールとロシアの数学者イズライル・ゲルファントに因む。1938年にマズールは実バナッハ環についての結果を証明なしで報告し、その後、1941年にゲルファントは複素バナッハ環における結果を示した。

## 定理の内容
単位元I を持つ複素バナッハ環A において、A が体、すなわち0を除くすべての元が可逆であるとする。このとき、A は複素数体Cと等距離同型である。
定理の証明は、作用素論の基本的な結果に基づく。任意のa ∈Aに対し、スペクトルσ(a )は空集合でないことから、a -λ Iが非可逆となるλ ∈Cが存在する。一方、仮定により、0を除く全ての元が可逆であることから、a =λI となる。このとき対応a ↦ λが同型を定める。
なお、A が実数体を係数体とする実バナッハ環の場合には、A は実数体、複素数体、または四元数体と同型になる。

## ゲルファント理論への応用
バナッハ環A から複素数体C への線形汎関数χが準同型性χ(xy )=χ(x )χ(y )を満たすとき、χは指標と呼ばれる。バナッハ環のゲルファント理論における、「単位元を持つ可換な複素バナッハ環A の極大イデアルM と指標χの核kerχが一対一対応とする」という結果は、ゲルファント＝マズールの定理から導くことができる。